# Studio (wieżowiec)
Ten artykuł dotyczy przyszłego wydarzenia. Informacje w nim zawarte mogą się zmienić wraz z pojawieniem się nowych faktów, a początkowe doniesienia mogą być niepewne. Ostatnie aktualizacje tego artykułu mogą nie odzwierciedlać najbardziej aktualnych informacji.
Studio – budowany w Warszawie kompleks dwóch budynków w dzielnicy Wola przy ulicy Łuckiej i Prostej. Wyższy budynek „Studio A” będzie liczyć 102 metry i będzie posiadać 26 kondygnacji. Niższy budynek kompleksu „Studio B” będzie mieć 14 kondygnacji.

## Opis
Za inwestycję odpowiada firma Skanska, za projekt architektoniczny kompleksu odpowiada natomiast Polska firma „Grupa 5 Architekci” wraz z duńską firmą Arrow Architects. Łączna powierzchnia biurowa obu budynków wynosi 43 tys. m².

### Studio A
102-metrowy wieżowiec o 26 kondygnacjach nadziemnych i 2 podziemnych, znajdujący się przy ul. Prostej 28. Powierzchnia biurowa ma wynieść 23 tys. m².

### Studio B
55-metrowy budynek o 14 kondygnacjach znajdujący się przy ul. Łuckiej 9, który zapewni 16,4 tys. m² powierzchni biurowej.